# Chris Paterson
Christopher "Chris" James Paterson (Edimburgo, 30 de março de 1978) é um ex-jogador escocês de rugby union que atuava nas posições de ponta, fullback, ou ainda abertura.
Jogador do mais alto nível, Paterson foi um dos maiores chutadores do rugby union mundial: com 170 penais, 90 conversões, 3 drop goals e ainda 22 tries anotados, totalizando 809 pontos, é o 11º maior pontuador deste esporte em jogos de seleções, e o maior da Seleção Escocesa de Rugby. Por ela, é o único presente em quatro Copas do Mundo de Rugby e, com 809 jogos, também quem mais a defendeu. Ele chegou a ter 100% de aproveitamento de chutes na Copa de 2007 e no Seis Nações 2008, e tem o recorde de 36 chutes seguidos em jogos de seleções.
Por outro lado, ele não conseguiu resultados muito expressivos pela Escócia, que não ganha um troféu desde o Cinco Nações 1999, na última edição deste torneio, que em 2000 foi expandido para Seis Nações. Paterson estreou pelo Cardo exatamente em 1999, mas depois do Cinco Nações; foi em 16 de outubro, contra a Espanha, em meio à Copa do Mundo daquele ano. Ele poderia ter defendido os British and Irish Lions, a seleção que reúne Grã-Bretanha e Irlanda para amistosos, mas recusou a convocação que lhe fizeram em 2005.
A nível de clubes, debutou no Edinburgh, em 1996. À exceção de uma temporada sem sucesso no inglês Gloucester, em 2007-08, passou toda a carreira no time da cidade natal, onde se aposentou.